# Lithocarpus confinis
Lithocarpus confinis S.H.Huang ex Y.C.Hsu & H.W.Jen – gatunek roślin z rodziny bukowatych (Fagaceae Dumort.). Występuje naturalnie w południowych Chinach – w prowincjach Kuejczou (na zachodzie) oraz Junnan (w części środkowej i wschodniej).

## Morfologia
PokrójZimozielone drzewo dorastające do 10 m wysokości.
LiścieBlaszka liściowa ma podłużny lub lancetowaty kształt. Mierzy 5–13 cm długości oraz 1,5–3,5 cm szerokości, jest całobrzega, ma klinową lub zbiegającą po ogonku nasadę i tępy lub spiczasty wierzchołek. Ogonek liściowy jest nagi i ma 10 mm długości.
OwoceOrzechy o kulistawym kształcie, dorastają do 10–18 mm długości i 14–20 mm średnicy. Osadzone są pojedynczo w talerzowatych miseczkach, które mierzą 1–3 mm długości i 10–16 mm średnicy. Orzechy otulone są miseczkami do 10–20% ich długości.

## Biologia i ekologia
Rośnie w lasach wtórnych. Występuje na wysokości od 1500 do 2400 m n.p.m. Kwitnie od czerwca do sierpnia, natomiast owoce dojrzewają od sierpnia do października.